# Lars Mikkelsen
Lars Dittman Mikkelsen (6 de maio de 1964) é um ator dinamarquês. Ele é mais conhecido por interpretar Troels Hartmann na série dramática Forbrydelsen, Charles Augustus Magnussen na terceira temporada de Sherlock, o presidente russo Viktor Petrov em House of Cards na Netflix e o Grande Almirante Thrawn em Star Wars Rebels. Em 2011, ele ganhou um Emmy Internacional por seu papel em Os Caminhos do Senhor.

## Carreira
Lars Mikkelsen se formou na National Theatre School da Dinamarca em 1995. Além de seu papel na série dramática Forbrydelsen, lançada mundialmente como The Killing, ele apareceu em outros dois programas dinamarqueses aclamados internacionalmente, Den som dræber e Borgen. Também teve um papel de destaque na terceira temperada de Sherlock da BBC, como o chantagista Charles Augustus Magnussen. Em House of Cards, ele interpreta o presidente da Rússia. Em 2018, ganhou um prêmio Emmy Internacional por seu papel em Os Caminhos do Senhor, que foi transmitido no Reino Unido em 2019 com o título Ride Upon the Storm.

## Vida pessoal
Mikkelsen é casado com a atriz Anette Støvelbæk. Eles estão juntos desde 1986 e se casaram em 1989. O casal possui dois filhos. Ele é irmão mais velho famoso ator Mads Mikkelsen.

## Filmografia

### Cinema
| Ano  | Filme                                               | Papel                     | Nota(s)                      |
| ---- | --------------------------------------------------- | ------------------------- | ---------------------------- |
| 1997 | Royal Blues                                         | Henning                   |                              |
| 1999 | Seth                                                | Seth                      |                              |
| 1999 | Under overfladen                                    | Victor                    |                              |
| 2000 | Kira's Reason: A Love Story (En kærlighedshistorie) | Mads                      |                              |
| 2004 | King's Game (Kongekabale)                           | Peter Schou               |                              |
| 2005 | Nordkraft                                           | Pai de Steso              |                              |
| 2007 | Island of Lost Souls                                | Necromancer               |                              |
| 2007 | Cecilie                                             | Lasse N. Damgaard         |                              |
| 2008 | What No One Knows (Det som ingen ved)               | Marc Deleuran             |                              |
| 2008 | Flame & Citron (Flammen & Citronen)                 | Frode Jacobsen aka Ravnen |                              |
| 2009 | Flugten                                             | Thomas Jargil             |                              |
| 2009 | Headhunter                                          | Martin Vinge              | Robert prisen de Melhor Ator |
| 2012 | What Richard Did                                    | Peter Karlsen             |                              |
| 2012 | A Caretaker's Tale                                  | Per                       |                              |
| 2014 | Montana                                             | Dimitrije                 |                              |
| 2014 | When Animals Dream                                  | Thor                      |                              |
| 2015 | 9. April                                            | Tenente-coronel Hintz     |                              |
| 2016 | Quando o Dia Chegar                                 | Frederik Heck             |                              |
| 2017 | Irmãos do inverno                                   | Carl                      |                              |

### Televisão
| Ano     | Título               | Papel                      | Nota(s)                                |
| ------- | -------------------- | -------------------------- | -------------------------------------- |
| 1997    | Strisser på Samsø    | Jens Fiskrt                | Episódios 1–4, 6                       |
| 1997    | Taxa                 | Viciado em drogas          | Episódio 8                             |
| 2000    | Edderkoppen          | Ole Madsen                 |                                        |
| 2000    | Skjulte spor         | Morten Theilgaard          |                                        |
| 2001    | Langt fra Las Vegas  | Pirata                     |                                        |
| 2001    | Nikolaj og Julie     | Per Køller                 | Episódios 0–20                         |
| 2002    | Rejseholdet          | Ivan                       | Episódios 21–22                        |
| 2004–07 | Krøniken             | Jens Otto Krag             | Episódios 2–3, 9, 11, 14–15, 17, 21–22 |
| 2007    | Forbrydelsen         | Troels Hartmann            | 20 Episódios                           |
| 2011    | Those Who Kill       | Magnus Bisgaard            |                                        |
| 2013    | Borgen               | Søren Ravn                 | 3º temporada                           |
| 2014    | Sherlock             | Charles Augustus Magnussen | 3º temporada 2 episódios               |
| 2014    | 1864                 | Thøger Jensen              | Episódios 1–2                          |
| 2015    | The Team             | Harold Bjørn               | 8 Episódios                            |
| 2015–18 | House of Cards       | Viktor Petrov              | 3–6 temporadas 11 Episódios            |
| 2016    | Der Kommer En Dag    | Forstander Frederick Heck  | 1º temporada                           |
| 2017    | Historien om Danmark | Narrador                   |                                        |
| 2017    | Herrens veje         | Johannes                   | Emmy Internacional de Melhor Ator      |
| 2019    | The Witcher          | Stregobor                  | 1-3 temporadas                         |
| 2020–22 | Devils               | Daniel Duval               | 16 Episódios                           |